# ANNIVERSARY (나카모리 아키나의 음반)
《ANNIVERSARY》(애니버서리)는 일본의 여가수 나카모리 아키나(中森明菜)의 다섯 번째 정규 음반으로 1984년 5월 1일에 발매하였다. (LP: L-12591, CT: LKF-8091) 음반 발매일은 바로 가수인 나카모리가 1982년 〈슬로우 모션〉으로 데뷔한지 2주년 되는 날이었다. 또한 이 곡에는 나카모리 아키나가 처음으로 작사를 도맡은 곡 〈꿈을 꾸게 해〉도 담겨있다. 이전에 발매된 정규 음반과는 달리 이 음반에는 이미 출시된 싱글곡을 수록하지 않고 음반의 컨셉트에 집중하였다. 1984년 7월 28일에는 이 음반에서 나온 곡들로 전국 콘서트 투어 보고싶은 아키나 만날수 있을까 아키나 나카모리 아키나 음악감상회(逢いたい菜 逢えるか菜 中森明菜音楽鑑賞会)를 개최하였다. CD 저널은 이 음반에 대해 나카모리가 손수 작사한 곡을 필두로, 대체로 주제에 맞는 안정감있는 곡들로 구성이 되었다고 평하였다. 1984년 10월 22일, 오리콘 주간 LP 차트에 처음으로 진입, 1위를 달성하였고 그 다음 주인 10월 29일에도 1위를 차지하는 등 2주 연속 정상을 지켰다. 1984년 연간 LP 차트 18위를 기록하였다.

## 수록곡
| #            | 제목                                                               | 작사            | 작곡            | 편곡          | 재생 시간 |
| ------------ | ------------------------------------------------------------------ | --------------- | --------------- | ------------- | --------- |
| 1.           | 〈〈어사일럼〉(アサイラム 아사이라무[*])〉                         | 미우라 요시코   | 다마키 고지     | 세오 이치조   | 4:03      |
| 2.           | 〈〈눈부신 둘이서〉(まぶしい二人で 마부시후타리데[*])〉            | 키스기 에츠코   | 키스기 다카오   | 와카쿠사 케이 | 5:00      |
| 3.           | 〈〈Easy〉〉                                                       | 오자키 아미     | 오자키 아미     | 세오 이치조   | 4:07      |
| 4.           | 〈〈꿈을 꾸게 해…〉(夢を見させて… 유메오미사세테[*])〉             | 나카모리 아키나 | J.Smith         | 와카쿠사 케이 | 4:33      |
| 5.           | 〈〈키타 윙〉(北ウイング)〉                                        | 강진화          | 하야시 테츠지   | 하야시 테츠지 | 4:39      |
| 6.           | 〈〈100゜C 바캉스〉(100゜Cバカンス)〉                              | 우리노 마사오   | 호소노 하루오미 | 세오 이치조   | 4:25      |
| 7.           | 〈〈여름 사이〉(夏はざま 나츠하자마[*])〉                          | 키스기 에츠코   | 키스기 다카오   | 세오 이치조   | 4:46      |
| 8.           | 〈〈멜랑콜리 페스타〉(メランコリー・フェスタ 메란코리 헤스타[*])〉 | 키스기 에츠코   | 사세 쥬이치     | 하기타 미츠오 | 3:31      |
| 9.           | 〈〈발레리나〉(バレリーナ 바레리나[*])〉                           | 오자키 아미     | 오자키 아미     | 와카쿠사 케이 | 5:05      |
| 10.          | 〈〈셧 아웃〉(シャット・アウト 샷토 아우토[*])〉                   | 아리카와 마사코 | 구니야스 와타루 | 와카쿠사 케이 | 4:02      |
| 총 재생 시간 | 총 재생 시간                                                       | 총 재생 시간    | 총 재생 시간    | 총 재생 시간  | 44:11     |